# Fe (Los 80)
«Fe» es el primer episodio de la quinta temporada de la serie de televisión chilena Los 80 y el episodio 42 en general de la serie. Escrito por Rodrigo Cuevas y dirigido por Boris Quercia, se estrenó el 23 de septiembre de 2012, inmediatamente después de la edición dominical del noticiero Teletrece por Canal 13.

## Argumento
El episodio se ambienta entre el 1 al 6 de abril de 1987; la llegada del Papa Juan Pablo II a Chile, hace que todo el país se vuelca al televisor para presenciar su recorrido. Ana (Tamara Acosta) es la más entusiasmada con dicha visita, esperando que pronto se pueda traer de vuelta a Claudia y reunir a su familia, es ella además la que insta a ir al Parque O'Higgins a ver el encuentro que tiene el Papa con la gente. Sin embargo los disturbios ocurridos empañan el mensaje y la familia debe escapar.
Por otro lado reaparece el agente Tapia, el miembro de la CNI (Otilio Castro) que se hizo pasar por hermano de Juan Herrera (Daniel Muñoz). Él pregunta por la familia y Juan, suspicaz de la visita, piensa que algo se trae entre manos. El agente de la CNI le pide dinero, a lo que Juan accede pensando que es la única forma de que deje tranquila a su familia. Cuando finalmente se juntan en el Estadio San Eugenio y le entrega el dinero, el agente le dice que no le va a volver a pedir dinero ya que él se va del país. El agente Tapia dice que su trabajo en las Fuerzas Armadas le había dado un propósito y una misión, pero que luego de haber pasado tiempo cerca de Juan y su familia cuando fingió ser su hermano, ya no se sentía capaz de continuar con su trabajo en la CNI - pero tampoco puede simplemente renunciar, así que pretende huir a Argentina. Cuando se despide, Tapia le entrega a Juan el archivo con la información que la CNI tenía sobre Claudia en la investigación del Frente Patriótico Manuel Rodríguez.  
Posterior a eso, Juan se reúne fuera de cámara con el abogado de la Vicaría de la Solidaridad quien le comenta que el caso de Claudia fue cerrado por el nuevo fiscal y que ella puede volver a Santiago.  
En tanto, cuando el agente Tapia se alista a huir del país, es atrapado y asesinado por otros miembros de la Central Nacional de Informaciones.
Finalmente, el episodio culmina con el reencuentro de toda la familia cuando Claudia regresa a Santiago a vivir junto a su familia.

## Recepción

### Audiencia y recepción pública
Con 28 puntos de índice de audiencia en línea no definitivo, el estreno de la quinta temporada de Los 80 se quedó con el primer lugar en la preferencia de los televidentes entre las 22:05 y 23:37 horas. En el mismo horario, Chilevisión promedió 13 puntos con el estreno en televisión abierta de Avatar, TVN consiguió 12 unidades y Mega marcó 11 puntos. La serie tuvo varios peak de 34 puntos, el primero a las 23:23 horas, cuando se mostraba la ceremonia de Juan Pablo II en el Parque O'Higgins. En el índice de audiencia definitivo el episodio promedio 29.6 puntos de índice de audiencia lo cual lo deja por debajo del estreno de la temporada pasada.
La emisión del capítulo además logró gran impacto en las redes sociales como Facebook o Twitter, es así como por ejemplo en esta última fue protagonista de una serie de trending topic (tema popular), entre los que destacaron "Brunito", "Don Genaro", "Los80", "Papa" y "Juan Pablo II".

### Crítica
La organización de Juventud Guzmán acusaron que el capítulo tergiversaba la realidad amenazando con denuncias al Consejo Nacional de Televisión.

### Controversia
Previo a la emisión del capítulo la actriz Loreto Aravena emitió duros comentarios contra el docureality "Las Argandoña, mujeres de familia" de Televisión Nacional de Chile, protagonizado por Raquel Argandoña y su hija Raquel Calderón, al cual llamaba a no verlo y a ver televisión con contenido como la serie Los 80, principalmente esto dichos se basaron en que primeramente el docureality se estrenaría en el horario de la serie por lo que competirían directamente, sin embargo esto finalmente no ocurrió.
El cantante Américo emitió varias críticas a la serie y a Canal 13 vía Twitter, diciendo que la televisora estaba jugando con el público durante la emisión del capítulo, y aunque hasta ahora no ha especificado concretamente por qué motivo fueron dirigidos los mensajes, estos causaron el repudio de los usuarios de esa red social que terminaron con que el músico borrara su cuenta.